# HarbisonWalker International
HarbisonWalker International ist ein US-amerikanischer Hersteller von Feuerfestwerkstoffen mit Sitz im Großraum Pittsburgh.
Harbison-Walker Refractories wurde 1967 von Dresser Industries (heute Halliburton) gekauft. 2002 meldete das Unternehmen, das im Jahr 2000 von der RHI AG übernommen worden war, aufgrund von Asbestklagen Insolvenz nach Chapter 11 an. Aus der Reorganisation ging 2007 ANH International hervor, die 2015 wieder den traditionsreichen Namen HarbisonWalker annahm.